# Hipposaurus
Hipposaurus (букв. «кінський ящір») — викопний рід базальних терапсидів, відомий із зони скупчення тапіноцефалів у Головному басейні Кару, Південна Африка. Хронологічно належить до кептенського ярусу (середня перм).

Вперше рід був описаний S. H. Haughton як H. boonstrai на основі черепа і пов'язаного з ним скелета (1929 рік), а пізніше був віднесений Робертом Брумом до горгонопсієвих в родині Ictidorhinidae (1932 рік). Зараз його вважають базальним біармозухієм, але його спорідненість залишається невизначеною. Деякі автори відзначають схожість його черепної коробки з черепною коробкою Herpetoskylax.

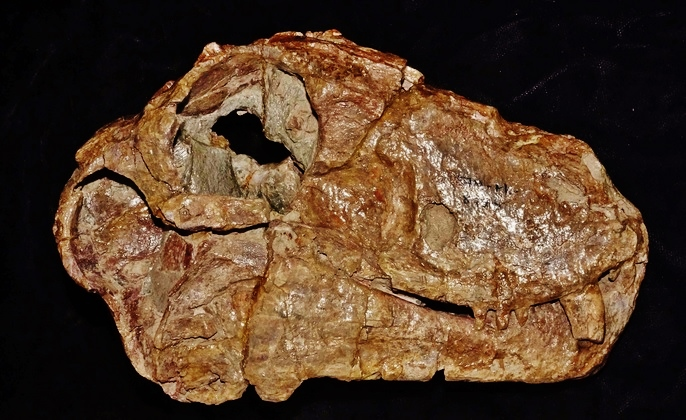
Голотипний зразок Hipposaurus boonstrai

H. boonstrai наразі відомий лише за двома екземплярами в Південноафриканському музеї Ізіко в Кейптауні.
«H. brinki» базується на єдиному черепі, описаному Д. Сігоньо у 1970 році. Однак поганий стан голотипу приводить до того, що у контексті досліджень біармозухій його, у більшості, ігнорують. 